# Fűzfői AK
A Fűzfői Atlétikai Klub egy magyar sportegyesület, székhelye Balatonfűzfőn található. Az egyesületet 1928-ban alapították a Mosonmagyaróvárról áttelepített lőporgyár vezetői azzal a céllal, hogy a gyár dolgozói és a lakótelep fiatalsága számára sportolási lehetőséget biztosítsanak.

## Története
Az elsőként megalakuló labdarúgókat a turisták (ma természetbarátoknak hívjuk őket), az atléták, majd az úszók követték és még a II. világháború előtt az asztalitenisz és a birkózó szakosztály is működni kezdett. Az egyesület sportolói egyre nagyobb szerepet játszottak az ország, de főként a Dunántúl sportéletében.
A világháborút követő nehéz időszak átvészelése után a nagy vegyipari gyár, a Nitrokémia Ipartelepek hathatós támogatásával új szakosztályok - kézilabda, kosárlabda, sportlövő, tenisz, torna, vitorlás - alakultak és az egyesület versenyzői kiváló eredményekkel dicsekedhettek. Válogatott atléták, Európa élvonalában versenyző sportlövők, országos bajnok teniszezők és vitorlázók, a csapatsportokban NB I/B-s labdarúgók, OB I-es férfi teniszcsapat, NB II-es férfi és rövid ideig női kosárlabda csapat öregbítették és tették ismertté a fűzfői sportolókat és a Fűzfői Atlétikai Klubot az országban.
A rendszerváltást követően több szakosztály az önálló utat választotta. Az egyesület jelenleg négy szakosztályt - kézilabda, kosárlabda, labdarúgó és természetbarát - működtet.

## Sikerek
NB II
- Bajnok: 2003-04, 2009-10, 2010-11, 2011-12, 2012-13, 2014-15

NB III
- Bajnok: 1975-76

Veszprém megyei labdarúgó-bajnokság (első osztály)
- Bajnok: 1954, 1965, 1979-80, 1987-88

Veszprém megyei labdarúgó-bajnokság (másodosztály)
- Bajnok: 2010-11